# 王伟 (1979年)
王伟（1979年9月15日—）是一名来自上海的已退役中国羽毛球运动员。他曾参加過1996年世界青年羽毛球錦標賽，並与鲁莺一起夺得了混双项目的金牌。
2001年，他代表上海参加中华人民共和国全国运动会，並且与张尉搭檔參加男双比賽，最終兩人奪得了男双金牌。他还与程瑞搭檔奪得2001年亞洲羽毛球錦標賽男双项目的铜牌。
他還在2002年亞洲運動會羽毛球比賽和2002年汤姆斯杯和尤伯杯羽毛球赛上获得一枚铜牌。他又与赵婷婷搭档奪得2002年亞洲羽毛球錦標賽混双项目的铜牌。同年他又张亚雯搭檔奪得2002年馬來西亞羽球公開賽混双項目的亚军。
2003年，他与張潔雯搭档奪取中国全国羽毛球单项锦标赛混双項目的亚军。2003年世界羽毛球錦標賽上他与程瑞搭檔衝擊男雙項目金牌，但在八强中直落兩盤不敌印尼组合西吉特·布迪亚托以及陳甲亮。
2004年，他在世界大学生羽毛球锦标赛上奪得男子雙打银牌。
退役後王偉曾任中国羽毛球协会秘书长兼副主席、中国国家羽毛球隊二队主教练。